# Mounir Makhchoun
Mounir Makhchoun, né le 7 septembre 1994 à Agadir, est un coureur cycliste marocain.

## Biographie
En 2016, Mounir Makhchoun remporte le Tour d'Égypte, ainsi qu'une étape du Tour du Cameroun. La même année, il participe au Tour de l'Avenir, qu'il termine à la 98e place. Il rejoint ensuite la nouvelle équipe continentale VIB Bikes en 2017. Bon sprinteur, il se classe notamment deuxième d'une étape de la Tropicale Amissa Bongo avec la sélection nationale marocaine.

## Palmarès et résultats

### Par année
- 2014
  - 2e du championnat du Maroc sur route espoirs
- 2016
  - Classement général du Tour d'Égypte
  - 4e étape du Tour du Cameroun
  - 2e du Challenge du Prince - Trophée de l'anniversaire
- 2017
  - 2e des Challenges de la Marche verte - Grand Prix Al Massira
- 2018
  - 2e du Grand Prix d'Alger
- 2022
  - 5e étape du Tour du Cameroun
  - 3e du Grand Prix Sakia El Hamra
- 2024
  - Darraj National Cycling Day Race

### Classements mondiaux
| Année                                 | 2014 | 2015 | 2016 | 2017  | 2018  | 2019 | 2020 | 2021 | 2022  | 2023  |
| ------------------------------------- | ---- | ---- | ---- | ----- | ----- | ---- | ---- | ---- | ----- | ----- |
| Classement mondial                    |      |      | 756e | 1123e | 1511e | nc   | nc   | nc   | 1126e | 1092e |
| UCI Africa Tour                       | 165e | 111e | 31e  | 49e   | 90e   | nc   | nc   | nc   | 58e   | 56e   |
|                                       |      |      |      |       |       |      |      |      |       |       |
| Légende : nc = non classéSource : UCI |      |      |      |       |       |      |      |      |       |       |